# Iowa-Territorium

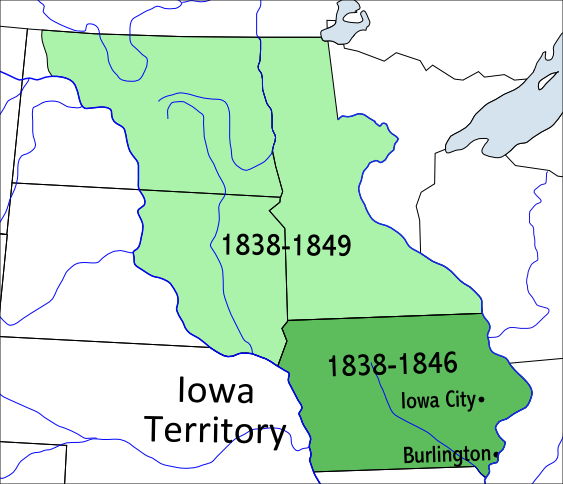
Karte des Iowa-Territoriums

Das Iowa-Territorium war ein historisches Hoheitsgebiet der Vereinigten Staaten, das vom 4. Juli 1838 bis zum 28. Dezember 1846 bestand. Zu jenem Zeitpunkt wurde der südöstliche Teil abgetrennt und unter dem Namen Iowa als 29. Bundesstaat in die Union aufgenommen. Aus dem restlichen, zunächst nicht neu organisierten Gebiet entstand 1849 das Minnesota-Territorium. 

## Geschichte
Der Großteil des Gebiets des Iowa-Territoriums war ursprünglich Teil des Missouri-Territoriums, das sich aus dem durch den Louisiana Purchase von Frankreich erworbenen Louisiana-Territorium entwickelt hatte. Der Louisiana Purchase war der größte Landkauf der Menschheitsgeschichte, bei dem die USA 1803 von Frankreich 2.144.476 km² Land erwarben.
Als Missouri 1821 ein Staat wurde, wurde dieses Gebiet (zusammen mit dem heutigen South und North Dakota) zu einem so genannten Unorganized Territory. Das Gebiet war bis in die 1830er für die Besiedlung durch Weiße geschlossen. Erst nach dem Ende des Black-Hawk-Krieges 1832 änderte sich dieser Zustand. Am 28. Juni 1834 wurden die Gebiete dem Michigan-Territorium beigefügt. Als Michigan 1836 ein Staat wurde, wurden sie als Teil des Wisconsin-Territorium abgetrennt.
Das Iowa-Territorium, das am 4. Juli 1838 abgetrennt wurde, entsprach dem Iowa District des westlichen Wisconsin-Territoriums, der aus den Gebieten westlich des Mississippi Rivers bestand. Die ursprünglichen Grenzen des Territoriums schlossen das Gebiet des heutigen Staates Minnesota und Teile der beiden Staaten South und North Dakota ein. Das Iowa-Territorium umfasste eine Fläche von beinahe 500.000 km².
Burlington war bis zu der offiziellen Ernennung von Iowa City 1841 die territoriale Hauptstadt. Robert Lucas, der vormalige Gouverneur des Staates Ohio, wurde erster Gouverneur des neu gegründeten Territoriums.